# Alfa Romeo BAT

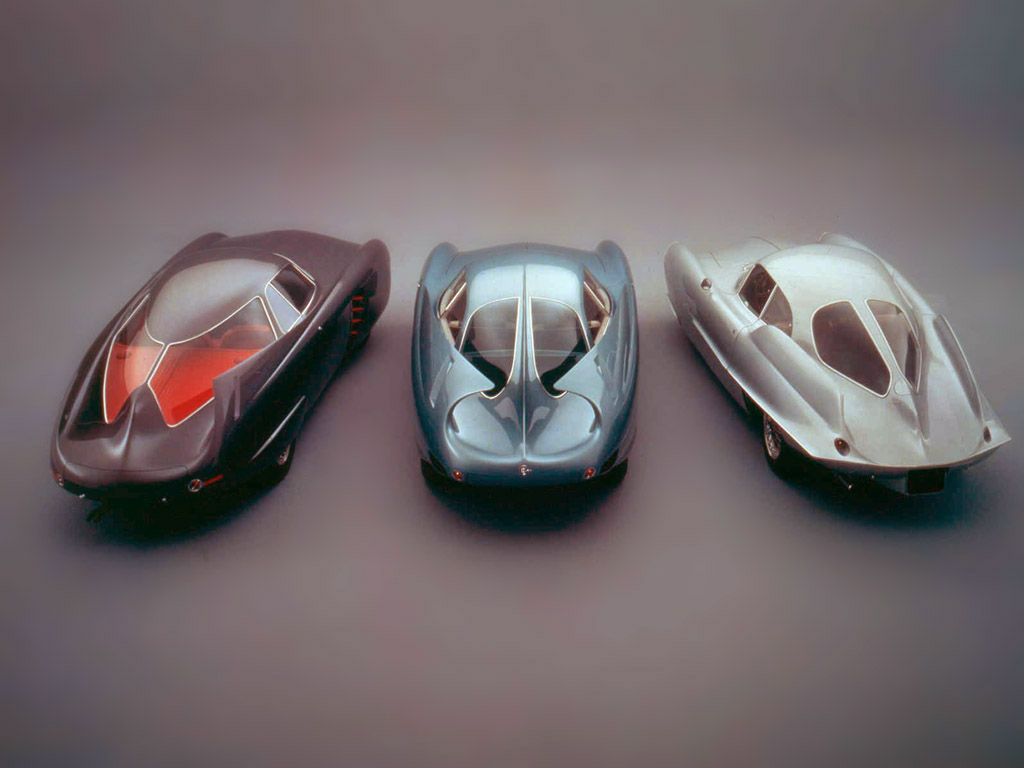
Los tres carros originales de BAT. De izquierda a derecha: BAT 5, BAT 7, BAT 9

El Alfa Romeo BAT es un concept car italiano. El automóvil se originó a partir de un proyecto de colaboración conjunta entre Alfa Romeo y la casa de diseño italiana Bertone que comenzó en 1953. Se construyeron tres automóviles: el BAT 5 en 1953, el BAT 7 en 1954 y finalmente el BAT 9 en 1955. Los tres autos fueron diseñados por Franco Scaglione.

## Historia
Alfa Romeo se contactó con Giuseppe "Nuccio" Bertone de la casa de diseño Bertone y encargó tres vehículos conceptuales para investigar los efectos del arrastre en un vehículo. La idea era crear vehículos con el menor coeficiente de arrastre posible. Los autos fueron nombrados BAT por "Berlinetta Aerodinamica Tecnica". Todos los coches tenían grandes parachoques traseros y aletas curvas. Fueron construidos sobre el chasis Alfa Romeo 1900. Cada uno de los tres autos se presentó en el Salón del Automóvil de Turín, en 1953, 1954 y 1955 respectivamente.
El coeficiente de arrastre más bajo de los tres autos fue 0,19, un logro incluso para los estándares actuales. Para cada uno de los autos, Alfa Romeo proporcionó una caja de cambios de cinco velocidades y un potente motor de cuatro cilindros que produjo más de 90 caballos de fuerza (67 kW), lo suficientemente bueno para impulsar al automóvil a una velocidad máxima de 125 mph (201 km / h). ).
Los tres BAT originales han sido restaurados. Hacen apariciones en exhibiciones de autos como Concorso Italiano y Pebble Beach Concours d'Elegance. Los autos han estado en exhibición en el Museo Blackhawk en Danville, California, desde 2005 hasta julio de 2017.[cita requerida]

## BAT 5

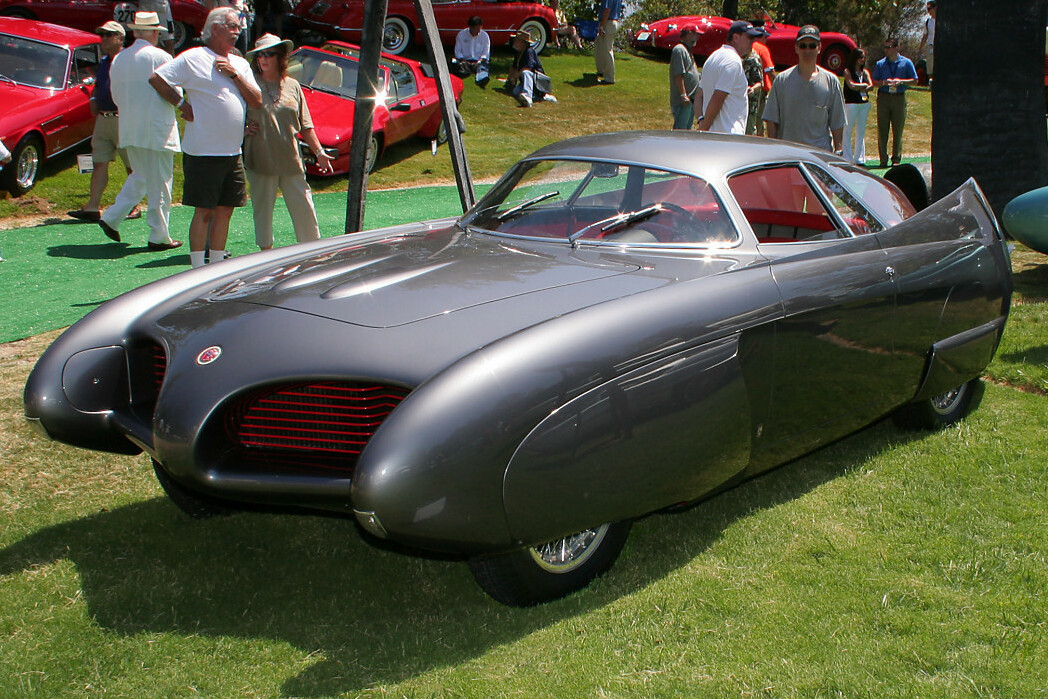
Alfa Romeo BAT 5, 1953

El BAT 5 fue el primero del proyecto BAT de Bertone-Alfa Romeo. Se mostró por primera vez en el Salón del Automóvil de Turín en 1953. El diseño del modelo se basó en un estudio de aerodinámica. De hecho, la forma del frente apunta a eliminar el problema de la interrupción del flujo de aire a altas velocidades. El diseño también tiene como objetivo eliminar cualquier resistencia adicional generada por el giro de las ruedas, así como lograr una estructura que genere la menor cantidad posible de vórtices de aire. En la práctica, estos rigurosos criterios permitirían que el automóvil alcance 200 km / h (120 mph) con el motor de 100 hp (75 kW) montado de serie. El diseño que ideó Bertone era para un automóvil extremadamente liviano (1,100kg (2,400 lb), con ventanas laterales en un ángulo de 45 grados con respecto al cuerpo del automóvil y un gran parabrisas que se mezcla con el techo casi plano. La cola tiene un parabrisas trasero longitudinalmente dividido por un pilar delgado, y dos aletas que se estrechan hacia arriba y ligeramente hacia adentro. El coche tenía un coeficiente de arrastre de 0,23.

## BAT 7

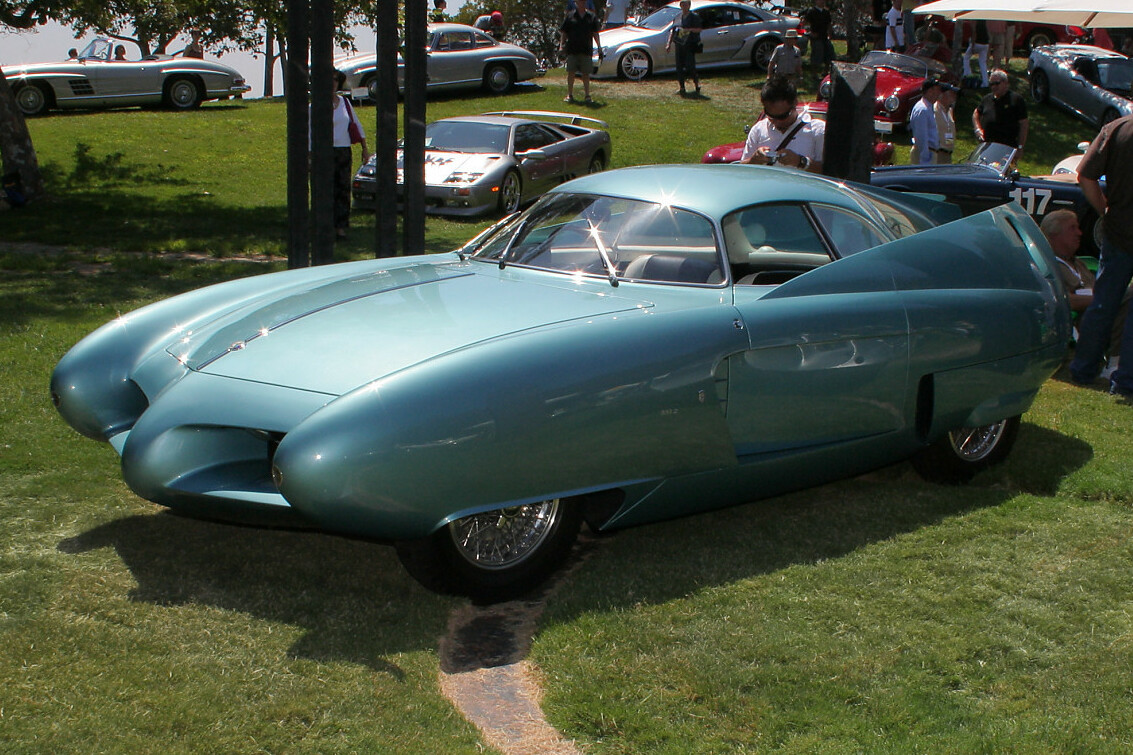
Alfa Romeo BAT 7, 1954

El segundo BAT se mostró en el Salón del Automóvil de Turín en 1954, un año después del BAT 5. Para este diseño (como para los otros modelos BAT, aunque de manera menos evidente), Bertone agregó elementos de su experiencia trabajando en perfiles de ala en la industria aeronáutica. . El resultado fue la forma de las grandes aletas de cola curvadas.
La nariz era más baja que la del BAT 5, y las protuberancias en las que los faros normalmente sobresalían aún más. Los faros se ubicaron al lado de la nariz y se movieron hacia abajo cuando estaban en uso. El coeficiente de arrastre del BAT 7 es 0,19.
Las características de BAT 7 en el libro Top Gear Daft Cars por Matt Master.

## BAT 9

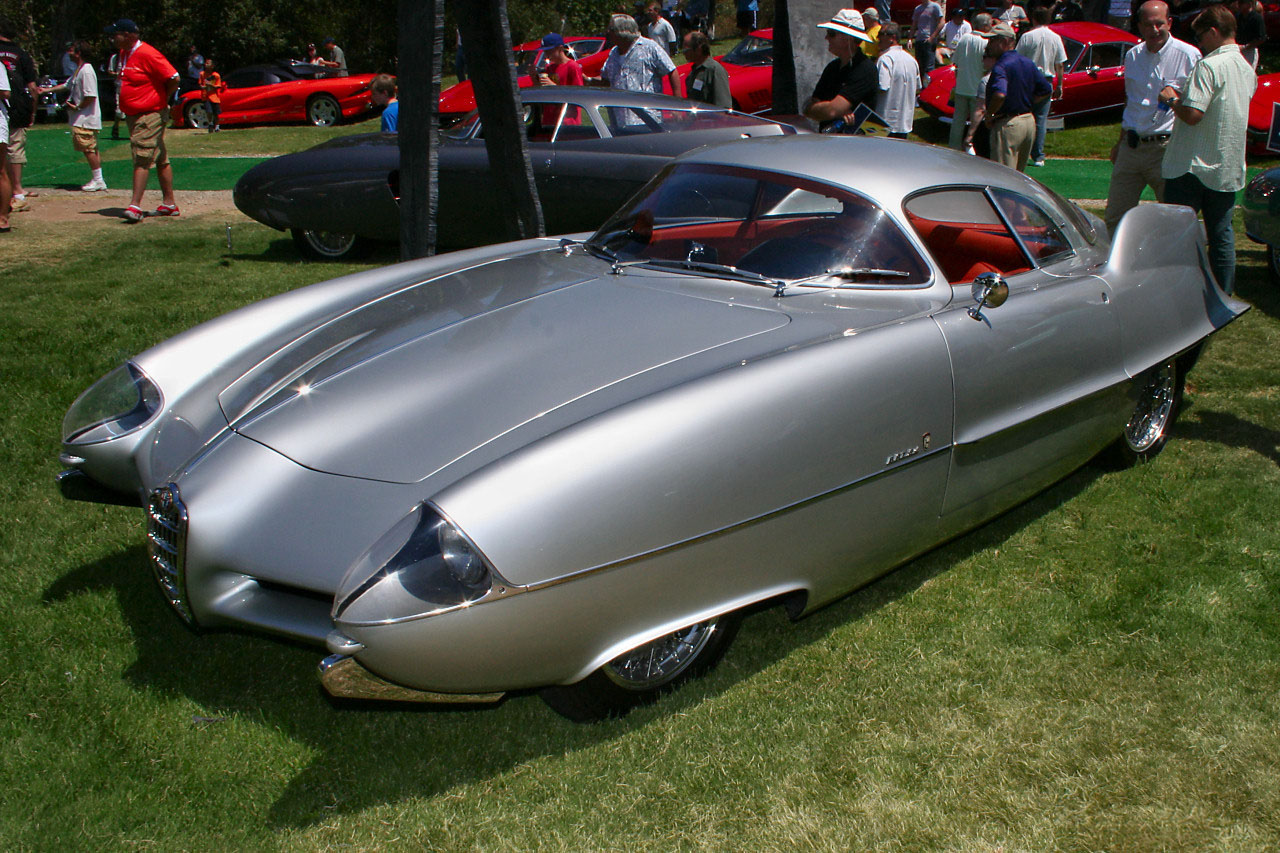
Alfa Romeo BAT 9, 1955

El tercer BAT se mostró en el Salón del Automóvil de Turín de 1955, el BAT 9. Se hizo para parecerse más a los modelos Alfa Romeo actuales de los BAT.
El BAT 9 eliminó las marcadas líneas de las alas de los modelos anteriores en favor de una línea más limpia y sobria. Las aletas de la cola, que en los otros dos modelos tenían un aspecto real de alas, se dimensionaron en dos pequeñas placas de metal, muy parecidas a las aletas de la cola en producción en los automóviles estadounidenses y algunos europeos de la época.

## BAT 11

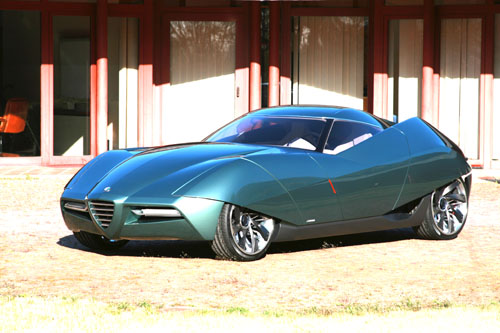
Alfa Romeo BAT 11, 2008

Después de más de 50 años, Alfa Romeo y Bertone mostraron un nuevo concepto de BAT en 2008. El BAT 11 debutó en Ginebra, en el momento del Salón del Automóvil de Ginebra de 2008, aunque no en el propio show. El nuevo BAT 11, basado en el Alfa Romeo 8C Competizione, comparte muchas claves de estilo con los autos BAT clásicos de la década de 1950.